# Sainte-Gemme (Indre)
Sainte-Gemme è un comune francese di 263 abitanti situato nel dipartimento dell'Indre nella regione del Centro-Valle della Loira. Trae il nome da Santa Gemma di Saintonges.

## Società

### Evoluzione demografica
Abitanti censiti